# Herby Moreau
Pour les articles homonymes, voir Moreau.
Herby Moreau, né en Haïti le 19 juillet 1968 et mort le 3 novembre 2024, est un animateur et journaliste culturel canadien.

## Biographie
Herby Moreau naît en Haïti le 19 juillet 1968. Il est le fils de Paula et Kénold Moreau — tous deux enseignants — et le troisième enfant de la famille. Il est précédé par ses deux sœurs, Nadine et Katy. Après sa naissance, la famille déménage au Congo-Brazzaville où Herby passe les premières années de sa vie. En 1973, la famille déménage au Québec et s'installe dans le quartier Côte-des-Neiges à Montréal, il a alors cinq ans.

### Études
Herby Moreau fait ses études secondaires au collège Jean-de-Brébeuf dirigé par des jésuites. Il étudie à l'Université de Montréal en communication de 1987 à 1990. Après ses études en communication, il se rend en France pour étudier à l'École supérieure de journalisme de Lille. Il obtient sa première primeur en 1990 alors qu'il est en première année de journalisme. En effet, il obtient une photo exclusive avec Claudia Schiffer qui est alors de passage à Lille en France. Il reçoit son diplôme de journaliste à Lille et devient animateur, reporter, journaliste, correspondant et chroniqueur culturel.

### Carrière
Très tôt dans sa vie, Herby Moreau s'intéresse à la vie artistique québécoise ou internationale et dès l'âge de 17 ans, il fréquente les bars branchés du boulevard Saint-Laurent à Montréal où il apprend les codes des gens sélects et des vedettes. Alors qu'il est un client du bar Di Salvio boulevard Saint-Laurent, le fils du propriétaire Jacques Di Salvio — devenu plus tard le chanteur du groupe Bran Van 3000 — lui offre le rôle de James Brown dans le vidéoclip Je veux vous embrasser de la chanteuse québécoise Martine St-Clair, vidéo que James réalise. Herby Moreau devient le temps du tournage le King of Soul.
En 1989, il fait ses premiers pas dans le milieu de la télévision en tant qu'assistant de production pour Julie Snyder pour l'émission Sortir qu'elle anime à TQS,. À la fin de ses études à Lille, il occupe plusieurs emplois à Paris pour divers médias, dont RFO, TV5 et France 2 . Il devient par la suite le chroniqueur nouvelles tendances pour l'émission jeunesse Couleur Maureen.
En 1996, il retourne au Québec et il travaille pour le  Petit journal à TQS où il fait des reportages culturels qui le font remarquer. Le coordonnateur de l'émission d’information artistique et culturelle quotidienne Flash le prend à l'essai en janvier 1997. Il y restera à cette émission pendant 7 ans. Il devient alors le « chasseur d’étoiles », le « roi des tapis rouges », que ce soit au Québec ou à travers le monde, allant du Festival de Cannes aux Oscars, des César aux Golden Globes, de la Mostra de Venise aux Grammy Awards sans parler des soirées de grandes premières. Et il ne quittera plus l’écran pendant des années.
En mai 2004, il démissionne de l'émission Flash pour se retrouver en septembre de la même année, à la barre de l'émission Star système à TVA. Grâce au partenariat entre René Angelil — l’imprésario de Céline Dion — et TVA, Herby Moreau a un accès quasi illimité à la vedette : « Que ce soit à Paris, Monaco, Montréal, New York, Las Vegas ou Los Angeles, j’allais être le témoin privilégié du succès de la chanteuse à travers le monde, découvrant au fil de mes reportages différentes facettes de la star ».
En 2005, il collabore à la création du premier tapis rouge au Québec pour le célèbre gala Artis à la suite de quoi d'autres galas québécois leur emboîtent le pas : L'ADISQ, les Prix Gémeaux, la soirée des Jutra. Toujours la même année, il obtient une énorme primeur en traquant Tom Cruise au Vanity Fair Oscars Party et les images qu'il obtient sont diffusées sur la télévision américaine. Après Star Système, il anime à partir de 2008 les Auditions Star Académie. En 2009, il crée sa propre chaîne de webtélé : herby.tv, un site de nouvelles artistiques et culturelles où il montre, par l'intermédiaire de vidéos et photos, des moments privilégiés qu'il a eu la chance d'avoir avec des vedettes.
Il enchaîne en 2010, avec la série de quarante-huit émissions diffusées sur Canoe.ca, Le Goût d’une chanson où il propose une rencontre entre un artiste, une chanson et un chef cuisinier. Puis, de 2012 à 2014, il est à la barre du magazine hebdomadaire District V à TQS, une émission culturelle qu’il a conçue, dirigée et animée. En 2014, il publie son livre Glamour et faux pas où il relate ses nombreuses rencontres sur les tapis rouges, des anecdotes, des confidences. À partir de 2015, il anime régulièrement les cérémonies d’avant et d’après des principaux galas québécois. En août de la même année, il se joint à l’équipe enVedette.ca.
Entre 2015 et 2017, il se lance aussi dans l’animation et la coproduction d’une série documentaire Vie de tournée diffusée sur la chaîne Canal Vie . Cette série dure deux saisons.
En 2020, il tombe malade mais cela ne l’empêche pas de participer à certains événements mondains. Au moment de son décès, il est toujours à la barre de sa webtélé herby.tv.
Il meurt le 3 novembre 2024 des suites de son cancer à l'âge de cinquante-six ans.
La liste des noms prestigieux de vedettes que Herby Moreau a rencontrées ou interviewées est presque sans fin : Jean Reno, Keanu Reeves, Denzel Washington, Audrey Tautou, Scarlett Johansson, Jean-Marc Vallée, Cœur de pirate, Omar Sy, Charlotte Gainsbourg, Mohamed Ali, Milla Jovovich, Robert Downey Jr, Jennifer Garner, Matthew McConaughey, etc.

## Publications

### Livre
- 2014 : Glamour et faux pas, Moreau, Herby et Stéphanie Vallet, Montréal : Caractère, 2014, 183 pages : illustrations (principalement en couleur) ; 29 cm, note(s) : les illustrations sont principalement en couleur ,  (ISBN 9782896428069)

### Articles de journal
- 2020 à 2013 : il signe chaque semaine une page complète dans le journal La Presse de Montréal. La chronique a pour nom Herby dans les coulisses et il a carte blanche pour couvrir les événements mondains[2].

## Filmographie
- 2003 : Nez rouge, réalisation : Érik Canuel; rôle : en lui-même.
- 2012 : The Words, réalisation : Brian Klugman et Lee Sternthal; rôle : en lui-même.
- 2021 : Vous pouvez rêver, réalisation : Patricia Beaulieu, rôle : coscénariste avec Patricia Beaulieu.